# پیمان ورمس

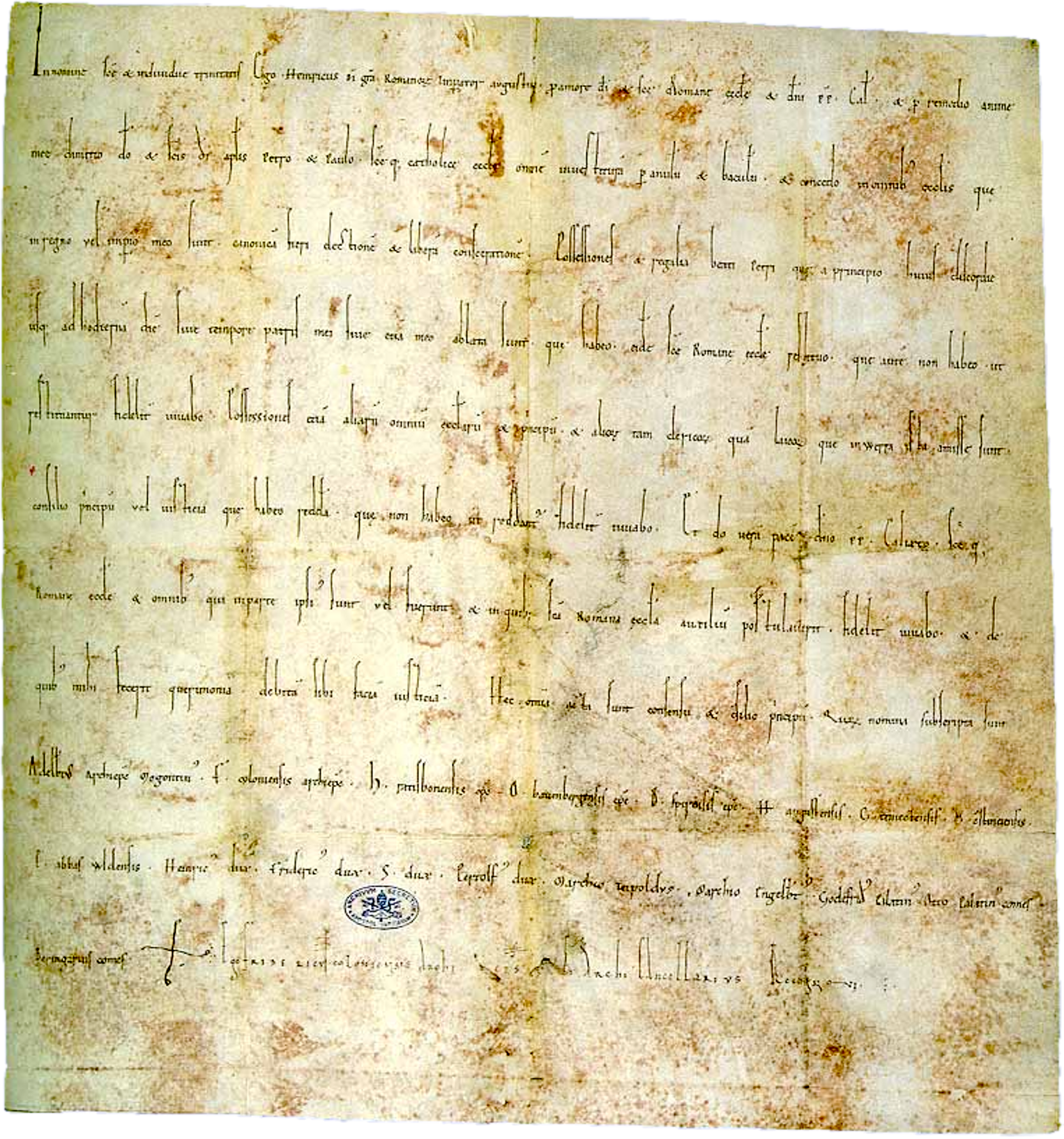
concordat of worms

در دوران قرون وسطی، کلیسا و دولت در بسیاری از امور قدرت‌های متضادی داشتند. امپراتوران مقدس روم در تلاش بودند تا بر کلیسا و مقامات کلیسایی نفوذ داشته باشند و از این طریق قدرت خود را در دنیای فئودالی گسترش دهند. از سوی دیگر، پاپ‌ها خواستار استقلال کامل کلیسا از سلطنت بودند و معتقد بودند که مقامات کلیسایی باید تنها تحت نظارت روحانیون و پاپ‌ها منصوب شوند.
این کشمکش از زمانی که گرگوری هفتم، پاپی که به شدت خواستار استقلال کلیسا بود، در سال 1075 میلادی قانون سرپرستی کلیسا را اعلام کرد، به اوج خود رسید. در پی این قانون، پاپ گرگوری هفتم هاینریش چهارم، امپراتور وقت، را از مقامش عزل کرد و او را تکفیر نمود. این امر به طور موقت باعث تضعیف سلطنت شد، ولی کشمکش‌ها همچنان ادامه یافت تا در دوره هاینریش پنجم و کالیکستوس دوم به توافقی رسمی رسید.
1. انتخاب مقامات کلیسایی:
کلیسا توانست حق انتخاب مقامات روحانی، از جمله اسقف‌ها، را به‌طور کامل در اختیار بگیرد. این مقامات باید از طریق انتخابات کلیسایی و تحت نظارت پاپ انتخاب می‌شدند. در این راستا، کلیسا به طور رسمی از امپراتور جدا شد و این استقلال در امور روحانی تضمین شد.
2. تفکیک مقام‌های روحانی و دنیوی:
در حالی که کلیسا انتخاب مقامات را انجام می‌داد، امپراتور همچنان حق اعطای امتیازات فئودالی به این مقامات را حفظ کرد. این به این معنا بود که امپراتور می‌توانست به اسقف‌ها و مقامات کلیسایی زمین و دیگر منابع دنیوی را اعطا کند، ولی نقش آنها در امور روحانی باید مستقل از دولت می‌بود.
3. آیین‌های رسمی و انتخاب‌های آزاد:
یکی از بندهای مهم پیمان ورمس این بود که اسقف‌ها و مقامات کلیسایی باید با رعایت آزادی کامل در انتخاب‌شان، انتخاب شوند و این انتخاب باید از سوی مقامات کلیسایی، نه دنیوی، انجام شود. 
4. نظارت امپراتور بر انتخاب‌ها:
در این پیمان، امپراتور حق داشت بر روند انتخاب‌های کلیسایی نظارت داشته باشد و در صورت نیاز به حل اختلاف‌ها، نقش داوری ایفا کند، ولی خود به تنهایی نمی‌توانست مقامات کلیسا را منصوب کند.
1. استقلال بیشتر کلیسا:
پیمان ورمس استقلال کلیسا را در امور مذهبی و روحانی تقویت کرد. پاپ‌ها توانستند بدون دخالت امپراتور در انتخاب مقامات کلیسا عمل کنند.
2. محدود شدن قدرت امپراتور:
در عوض، امپراتور حق اعطای مقام‌های روحانی را از دست داد، هرچند هنوز در امور دنیوی و اعطای اراضی به اسقف‌ها و دیگر مقامات کلیسایی نقش داشت.
3. تفکیک قدرت دنیوی و روحانی:
این پیمان به نوعی اولین گام در مسیر تفکیک قدرت دنیوی و روحانی بود که بعدها در دوران‌های مختلف تاریخ اروپا تأثیرگذار شد. این توافق همچنین به حل و فصل بسیاری از مشکلات سیاسی و مذهبی در امپراتوری مقدس روم کمک کرد.
4. تقویت پاپ‌ها و کاهش تنش‌ها:
با امضای پیمان ورمس، تنش‌ها میان کلیسا و دولت کاهش یافت و پاپ‌ها جایگاه قدرت خود را مستحکم‌تر کردند. همچنین، این توافق به برقراری ثبات در روابط کلیسا و امپراتوری منجر شد و راه را برای صلح در اروپا هموار کرد
پیمان ورمس نه‌تنها به عنوان یک توافق میان پاپ و امپراتور شناخته می‌شود، بلکه به عنوان یکی از مهم‌ترین نقاط عطف تاریخ سیاسی و مذهبی قرون وسطی مورد توجه است. این توافق اثرات طولانی‌مدتی بر روابط کلیسا و دولت در قرون بعدی داشت و زمینه‌ساز تحولات بزرگی در تاریخ اروپا بود.
پیمان ورمس یکی از مهم‌ترین اتفاقات در تاریخ قرون وسطی است و علاوه بر مفاد و پیامدهای آن، جنبه‌های دیگری نیز دارد که در شکل‌گیری روابط کلیسا و دولت در اروپا تأثیر زیادی داشتند. در ادامه، برخی جنبه‌های دیگر این پیمان و اهمیت آن در تاریخ اروپا آورده شده است:
۱. آغاز پایان سلطنت‌های فئودالی
پیمان ورمس نشانه‌ای از تغییرات بزرگ در ساختار فئودالیسم بود. پیش از این پیمان، امپراتوران و پادشاهان بر مقامات کلیسا فشار می‌آوردند تا از قدرت‌های فئودالی خود برای تقویت سلطنت‌ها استفاده کنند. پس از پیمان ورمس، امپراتورها و پادشاهان بیشتر به سمت قدرت‌های دنیوی متمایل شدند و این امر باعث تقویت روحانیت و کلیسا در زندگی اجتماعی و سیاسی اروپا شد. اگرچه امپراتوران همچنان قدرت‌های دنیوی را حفظ کردند، اما کلیسا از آن زمان به‌طور فزاینده‌ای به عنوان یک قدرت مستقل و جدا از سلطنت‌ها ظاهر شد.
۲. توسعه نهادهای کلیسا
این پیمان به‌ویژه در تقویت نهاد کلیسا و پاپ در اروپا نقش داشت. پس از این توافق، کلیسا توانست به‌طور مستقل از سلطنت‌ها در انتخاب مقامات روحانی عمل کند، که این موجب تقویت نهادی شدن کلیسا و ارتقای نظام‌مند بودن کلیسا در سراسر اروپا شد. این تغییرات باعث شد که کلیسا دیگر تنها به‌عنوان یک نهاد مذهبی عمل نکند، بلکه به‌عنوان یک نیروی قدرتمند سیاسی و اجتماعی در اروپا شناخته شود.
۳. نقش پاپ‌ها در سیاست بین‌المللی
پیمان ورمس به پاپ‌ها قدرت قابل توجهی در سیاست بین‌المللی داد. پاپ‌ها می‌توانستند نفوذ و حمایت‌های سیاسی را از کشورهای مختلف به‌دست آورند و از این قدرت برای مقابله با سلطنت‌های محلی استفاده کنند. این امر باعث شد که پاپ‌ها به نیرویی موثر در روابط بین‌المللی و میان کشورهای اروپایی تبدیل شوند.
۴. مقاومت‌های داخلی و چالش‌ها
هرچند پیمان ورمس به پایان نزاع‌های بزرگ بین کلیسا و دولت در امپراتوری مقدس روم انجامید، اما این توافق همیشه مورد چالش‌ها و مقاومت‌ها از سوی برخی از نهادهای فئودالی قرار گرفت. بسیاری از اشراف و مقامات محلی که به قدرت دنیوی خود علاقه داشتند، نمی‌خواستند که اختیارات کلیسا در انتخاب مقامات و کنترل امور مذهبی بیشتر شود. این مقاومت‌ها همچنان در قرن‌ها بعد در اروپا وجود داشت و تأثیرات آن در جنگ‌ها و کشمکش‌های مذهبی مشهود بود.
۵. اثر بر روابط کلیسا و دولت در سایر نقاط اروپا
پیمان ورمس تنها به امپراتوری مقدس روم محدود نشد، بلکه تأثیرات آن در سایر کشورهای اروپایی نیز محسوس بود. سایر کشورها از جمله فرانسه و انگلیس نیز به دنبال این پیمان برای رسیدن به توافقات مشابه در روابط خود با کلیسا و نهادهای مذهبی بودند. پیمان ورمس به نوعی الگویی برای تفکیک قدرت‌های دنیوی و روحانی در کشورهای مختلف اروپا شد.
۶. تأثیرات بلندمدت بر تاریخ کلیسا
پیمان ورمس یکی از نخستین نمونه‌های تقسیم نهادهای دنیوی و روحانی در تاریخ بود که در قرون وسطی به تثبیت رسید. این تفکیک تاثیرات عمیقی در طول تاریخ کلیسا گذاشت و به کلیسا اجازه داد که نهادهای مذهبی خود را به‌طور مستقل از دولت‌ها اداره کند. این روند در نهایت منجر به شکل‌گیری دولت‌های ملی و فصل جدیدی از روابط کلیسا و دولت در اروپا شد.
۷. آغاز کاهش دخالت پادشاهان در مسائل مذهبی
پیمان ورمس محدودیت‌های بیشتری برای پادشاهان در دخالت در امور مذهبی ایجاد کرد. پیش از آن، پادشاهان با دخالت در امور کلیسا توانسته بودند برخی مقامات مذهبی را منصوب کنند و از این طریق نفوذ خود را تقویت کنند. اما پس از این پیمان، چنین دخالت‌هایی کاهش یافت و کلیسا به‌عنوان یک نهاد مستقل در امور مذهبی عمل کرد.
۸. پیش‌درآمدی برای اصلاحات کلیسایی
پیمان ورمس همچنین به‌نوعی پیش‌درآمدی برای اصلاحات کلیسایی در قرن‌های بعدی شد. در قرن دوازدهم و سیزدهم، اصلاحات دینی مختلفی مانند اصلاحات گرگوریانی و اصلاحات ترنت آغاز شد که تأثیرات زیادی بر رابطه کلیسا و دولت، و همچنین بر وضعیت اجتماعی و مذهبی اروپا داشتند. این اصلاحات نشان‌دهنده ادامه روند تلاش کلیسا برای تقویت قدرت مذهبی و پیشبرد استقلال کلیسا از سلطنت‌ها و دولتها بودند.
.

https://www.britannica.com/
1. ↑  «Internet History Sourcebooks: Medieval Sourcebook». sourcebooks.fordham.edu. دریافت‌شده در ۲۰۲۴-۱۲-۱۹.
2. ↑  "Home". Cambridge University Press & Assessment (به انگلیسی). 2024-12-12. Retrieved 2024-12-19.
3. ↑  «Routledge - Publisher of Professional & Academic Books». www.routledge.com. دریافت‌شده در ۲۰۲۴-۱۲-۱۹.
4. ↑  "Princeton University Press". press.princeton.edu (به انگلیسی). Retrieved 2024-12-17.
5. ↑  "Home". Cambridge University Press & Assessment (به انگلیسی). 2024-12-12. Retrieved 2024-12-19.
6. ↑  "Heinemann | Publisher of professional resources and provider of educational services for teachers". www.heinemann.com (به انگلیسی). Retrieved 2024-12-17.
7. ↑  https://sourcebooks.fordham.edu/sbook.asp
1. Halsall, P. (1998). "The Investiture Controversy." Medieval Sourcebook
8. ↑  https://www.cambridge.org/
2. Browning, W. (1982). "The Concordat of Worms: A Study in the Politics of the Medieval Church." Journal of Ecclesiastical History, 33(4), 451-472
9. ↑  https://www.cambridge.org/
3. Strickland, M. (2001). "The Investiture Controversy and the Concordat of Worms." The Cambridge History of Medieval Political Thought. Cambridge University Press.
10. ↑  https://www.hup.harvard.edu/
4. Heisenberg, H. (1925). The Conflict of the Investiture Controversy. Harvard University Press.
11. ↑  https://www.routledge.com/
5. Ullmann, W. (1974). The Growth of Papal Government in the Middle Ages. Routledge & Kegan Paul.
12. ↑  https://www.cambridge.org/
6. McKitterick, R. (1995). Charlemagne: The Formation of a European Identity. Cambridge University
13. ↑  https://press.princeton.edu/
7. Kantorowicz, E. (1957). The King's Two Bodies: A Study in Mediaeval Political Theology. Princeton University Press.
14. ↑  https://www.heinemann.com/
8. Epstein, S. A. (2002). An Economic and Social History of Later Medieval Europe. Cambridge University Press.
15. ↑  تاریخ قرون وسطی" نوشتهٔ جورج هولمز:
16. ↑  تاریخ کلیسای کاتولیک" نوشتهٔ هانس کونگ
17. ↑  امپراتوری مقدس روم: تاریخچه‌ای مختصر" نوشتهٔ فرانسیس اوکلی
18. ↑  "The Investiture Controversy: Church and Monarchy from the Ninth to the Twelfth Century" نوشتهٔ Uta-Renate Blumenthal